# تيكومة صفراء الأزهار
تيكومة صفراء الأزهار (الاسم العلمي:Tecoma luteoflora) هي نوع غير مؤكد من النباتات يتبع جنس التيكومة من الفصيلة البنيونية.